# 게임스 오브 러브 앤 찬스
《게임스 오브 러브 앤 찬스》(L'esquive, Games Of Love And Chance)는 프랑스에서 제작된 압델라티프 케시시 감독의 2003년 드라마, 멜로/로맨스 영화이다. 오스만 엘카라즈 등이 주연으로 출연하였다.

## 출연

### 주연
- 오스만 엘카라즈
- 사라 포레스티에

### 조연
- 사브리나 와자니
- 나노 벤하모
- 하펫 벤-아메드
- 오렐리에 가니토

## 기타
- 배역: 모냐 갈비